# Георг Людвіг Кьолер
Георг Людвіг Кьолер (нім. Georg Ludwig Koeler; 31 травня 1764 — 22 квітня 1807) — німецький ботанік і лікар.

## Біографія
Кьолер у 1780 році вступив до Університету Геттінгена, для вивчення медицини. Тема його докторської дисертації 1786 р. «лат. Experimenta circa regenerationem ossium», про регенерацію кісток. Був одружений з нім. Elisabeth Friederike, у них була донька. У 1799 році був призначений професором лат. Historia naturalis у Майнцькому університеті. Кьолер почав у 1786 році з ботанічних досліджень у Райнгау. Його метою було написання «Флори Німеччини, Франції та Швейцарії». Завдяки своєму систематичному розвитку флори, особливо трав, і його чудовим на той час дослідженням фітофізіологічних явищ, таких як ріст, розгалуження, брунькування і цвітіння, Кьолер був одним з видатних ботаніків свого часу. Рід рослин Koeleria був названий на його честь.